# فیرفاکس (کالیفرنیا)
فیرفاکس (به انگلیسی: Fairfax) شهری در شهرستان مارین ایالت کالیفرنیا است که در سرشماری سال ۲۰۱۰ میلادی، ۷۴۴۱ نفر جمعیت داشته است.